# Ollerup
Ollerup er en by på Sydfyn med 1.560 indbyggere  (2024), beliggende 3 km øst for Vester Skerninge, 19 km øst for Faaborg og 7 km vest for Svendborg. Byen hører til Svendborg Kommune og ligger i Region Syddanmark. I 1970-2006 hørte byen til Egebjerg Kommune.
Ollerup hører til Ollerup Sogn. Ollerup Kirke ligger i byens vestlige udkant, nord for Ollerup Sø. 2 km øst for byen ligger herregården Hvidkilde ved Hvidkilde Sø. 2 km nordøst for byen ligger herregården Nielstrup.

## Skoler
Ollerup er en udpræget skoleby. Ollerup Folkehøjskole startede i Vester Skerninge i 1868 og flyttede til Ollerup i 1882.
- Gymnastikhøjskolen i Ollerup, som er Danmarks ældste idrætshøjskole, udgik fra folkehøjskolen i 1920.
- Den oprindelige folkehøjskole blev i 1949 omdannet til Den frie Lærerskole. Den tilbyder en 5-årig læreruddannelse, der sigter mod højskoler, efterskoler og friskoler og indeholder et års praktik på en af de frie skoler. Lærere fra Den frie Lærerskole kan kvalificere sig til ansættelse i folkeskolen ved at tage Ollerupprøven.
- Ollerup Efterskole blev oprettet i 1997 i den tidligere Ollerup Håndværkerskole. Den har hovedvægt på musik.
- Ollerup Friskole har omkring 200 elever, fordelt på 0.-9. klassetrin.[2]
- En afdeling af Vestermarksskolen i Vester Skerninge ligger på Skolebakken i Ollerup. Det er "Værkstedsklassen", hvor op til 10 elever (for tiden 4) har dansk, engelsk og matematik om formiddagen og kan udfolde sig praktisk og kreativt i værkstederne om eftermiddagen.[3]

## Andre faciliteter
- Ollerup Børnehus har plads til 63 børnehavebørn og 16 vuggestuebørn.[4]
- Ollerup Plejecenter er renoveret i 2009 og har 30 plejeboliger (heraf et demensafsnit) og 12 ældreboliger.[5]
- Byen har Dagli'Brugs, tankstation og grillbar.

## Historie
I 1899 beskrives Ollerup således: "Ollerup (1481: Oldropp, 1499: Alderup), ved Landevejen, med Kirke, Præstegd., Skole, Folkehøjskole i Forbindelse med en Haandværkerskole, Forsamlingshus (opf. 1885), Børnehjem (opr. 1874, udvidet 1876, Plads for 20 Børn) og Andelsmejeri (Aakilde)...I Ollerup har tidligere ligget en Herregaard, om hvilken en Bondegaard, „Slottet“, maaske endnu minder." Det høje målebordsblad viser desuden et fattighus. Det lave målebordsblad viser et jordemoderhus.

### Jernbanen
Ollerup havde station på Svendborg-Faaborg Banen (1916-54). Stationen havde krydsningsspor med perron og læssespor med siderampe, privat pakhus og stikspor til enderampe. Stationsbygningen er bevaret på Østre Stationsvej 2.

### Genforeningssten
I gymnastikhøjskolens have står en sten, der blev afsløret 15. juni 1921 til minde om Genforeningen i 1920.

### Besættelsen
I 1943-45 beslaglagde den tyske værnemagt gymnastikhøjskolen, folkehøjskolen og håndværkerskolen. I området blev der anlagt 3 bunkere, som skulle beskytte de tyske soldater under luftalarm. I 2002 blev de 100 meter lange gange sat i stand af lokale historie-intesserede, og Bunkermuseet ved Ollerup Gymnastikhøjskole blev oprettet.